# 汉斯·布鲁门伯格
汉斯·布鲁门伯格（Hans Blumenberg，1920年7月13日—1996年3月28日），是一位德国哲学家和思想史家。
他研究哲学、德国研究和古典文学（1939—1947年，因第二次世界大战而中断），被认为是本世纪最重要的德国哲学家之一。他于1996年3月28日在德国阿爾滕貝格（靠近明斯特）去世。
布鲁门伯格创立了后来被称为"隐喻学"的学说，即在隐喻和语言模式下的东西，是最接近真理的（也是离意识形态最远的）。

## 脚注
1. ↑  Pace, Eric. . The New York Times. 1996-04-15  [2021-12-22]. ISSN 0362-4331. （原始内容存档于2021-11-24） （美国英语）.
2. ↑  with, Truth Is a Mobile Army of Metaphors: An Interview. . JHI Blog. 2020-09-18  [2021-12-22]. （原始内容存档于2021-12-22） （美国英语）.